# بوبي بودن
بوبي بودن (بالإنجليزية: Bobby Bowden)‏ هو صحفي ولاعب ومدرب كرة قدم أمريكية أمريكي، ولد في 8 نوفمبر 1929 في برمنغهام في الولايات المتحدة.

## وصلات خارجية
- بوبي بودن على موقع قاعة فلوريدا للمشاهير الرياضية (الإنجليزية)
- بوبي بودن على موقع الموسوعة البريطانية (الإنجليزية)
- بوبي بودن على موقع إن إن دي بي (الإنجليزية)